# Noi peccatori
Noi peccatori è un film del 1953 diretto da Guido Brignone.

## Trama
Stefano, dopo aver vissuto in guerra delle esperienze traumatiche che gli hanno fatto perdere la fede, giunge a Napoli in cerca di lavoro. Qui conosce Lucia, una infermiera ispirata da nobili ideali, la cui madre è in prigione perché ingiustamente accusata di omicidio.
Lucia si fidanza con Stefano, ma questi rischia di perdere la vista dopo aver salvato Francesco, il suo migliore amico, da un incendio. La ragazza, per reperire il denaro necessario all'operazione dell'amato, accetta di lavorare per Camillo, il gestore di un night club. Ma Stefano, dopo essere guarito, trova Lucia a cantare nel locale, si arrabbia con lei e l'abbandona, senza capire quello che la giovane aveva fatto per lui. Correndo per strada, Lucia viene investita e le sue gambe rimangono paralizzate.
Stefano, ignaro dell'accaduto, lascia la città, ma Francesco lo raggiunge spiegandogli la situazione. Intanto, la madre di Lucia viene scagionata dalle accuse, che ricadono su Camillo. Mentre Lucia è in processione a Pompei, Stefano la incontra e – di fronte a un ritratto della Vergine – avviene il miracolo: la ragazza si alza in piedi, cammina e Stefano s'inginocchia accanto a lei.

## Produzione
Il film rientra nel filone dei melodrammi sentimentali, comunemente detto strappalacrime, molto in voga in quegli anni tra il pubblico italiano sebbene malvisto dalla critica cinematografica di allora, che solo dagli anni settanta rivaluterà in positivo questa tipologia di pellicole, coniando il termine neorealismo d'appendice.

## Distribuzione
Il film fu distribuito nel circuito cinematografico italiano il 21 marzo del 1953.

## Critica
Il Morandini commenta: «Attivo nel muto dal 1915, Brignone diresse la 27enne Sanson, nata a Salonicco, regina del melodramma, dall'anatomia vistosa e dal volto addolorato in questo drammone napoletano alla Carolina Invernizio che non vale quelli di Matarazzo».